# 本当の自由を手に入れる お金の大学
本当の自由を手に入れる お金の大学（ほんとうのじゆうをてにいれる おかねのだいがく）は、YouTuberの両＠リベ大学長による書籍。2020年6月19日に朝日新聞出版から出版された。

## 内容
金を「貯める、稼ぐ、増やす、守る、使う」という、一生金に困らない5つの力の基本について述べられている。この書籍で述べられていることを全て実践したならば、日本で上位8.4%の金持ちになれるかもしれないとのこと。著者はこの5つの力を鍛えることで、永遠の労働から脱却して自由な時間を取り戻せるとする。
究極の経済的自由を勝ち取るためには、自分一人が労働しているだけでは駄目で、配当や利子や不動産所得などの資産自体を働かせることを説く。自分自身が働かなくても生活に必要な金が自然と流れ込んでくるような仕組みを作ることが大切とする。
金が無ければ自由は無く、本当の自由というのは働きたければ働き、働きたくなければ働かないということを自分の自由意思で決められるということで、これが金持ちの大原則とのこと。収入源が自分自身の労働のみでは経済的に自由になれない可能性があるため、労働所得に加えて資産を働かせることで得られる収入を増やすことで生活費よりも資産所得の方が多くなる可能性が高まると共に実現が早くなるとのこと。このために生活費を減らして資産所得を増やすという2つのことを同時に取り組むことが重要とする。
金を貯める具体的な方法としては、家計費を年間100万円節約して、年収を100万円増やして、こうして浮いた200万円を年間5%で20年間資産運用するとする。このことで20代から60代までの間に総額7,000万円弱の資産を築くことができるとする。

## 売上
2021年6月にオリエンタルラジオの中田敦彦が、動画チャンネルでこの書籍を紹介したことでも人気になる。2021年7月時点で72万部、2023年7月の時点で120万部を売り上げた。
トーハン調べの2021年年間ベストセラーランキングの総合で7位、2022年年間ベストセラーランキングの総合で10位、トーハン調べの2023年年間ベストセラーランキングの総合で5位にランクインした。